# Isla Solarte
Isla Solarte (también conocida como Cayo Nancy o Cayo Solarte) es una isla de 8 kilómetros cuadrados situada a sólo 1 milla al este de Bocas del Toro, en la provincia de Bocas del Toro, Panamá. La comunidad de Ngöbe Buglé compuesta por pescadores vive en la isla sin electricidad o teléfonos, obteniendo el agua de un pozo.
Un centro médico, más tarde conocido como Punta Hospital fue construido sobre una colina en el extremo occidental de la isla por la empresa estadounidense United Fruit Company para el tratamiento de pacientes con fiebre amarilla y la malaria en el año de 1899, pero fue cerrado y se trasladó a la localidad de Almirante en 1920. La isla se localiza en las coordenadas geográficas 09°19′N 82°11′O / 9.317, -82.183